# Taraxacum bellicum
Taraxacum bellicum — вид квіткових рослин з родини айстрових (Asteraceae). Ареал: Австрія, Чехія, Словаччина, Фінляндія, Німеччина, Польща, Швейцарія, Україна; це багаторічна рослина помірних біомів.
Основні діагностичні ознаки цього таксону: листки сильно розрізані, середньо-зелені, голі; бічні частки по 3–5 пар, прямі або злегка відігнуті, гострокінцеві, верхні краї цілокраї або злегка зубчасті; кінцеві лопаті зовнішніх листків трикутні, а внутрішніх зазвичай злегка подовжені, язичкові з більш щільними дрібними лопатями внизу; черешок неокрилений, від блідо-пурпурового до блідо-буро-пурпурового; стеблини зазвичай зелені, запушені лише під головою; зовнішні приквітки ланцетні, рівномірно відігнуті, 1.0–3.0 мм ушир і 6.5–9.0 мм завдовжки; квіткова голова злегка опукла, 20–30 мм у діаметрі, квітки темно-жовті; сім'янки сірувато-фіолетово-коричневі, коричневі після висихання, папус ≈ 6 мм завдовжки, білий.